# سوان نشانیان
سوان نشانیان (ارمنی: Սևան Նշանեան؛ ترکی استانبولی: Sevan Nişanyan؛ زادهٔ ۲۱ دسامبر ۱۹۵۶) روزنامه‌نگار، سفرنامه‌نویس و زبان‌شناس ارمنی‌تبار اهل ترکیه است.

## زندگی شخصی
سوان نشانیان در تاریخ ۲۱ دسامبر ۱۹۵۶ در شهر استانبول متولد شد. وی تحصیلات دانشگاهی خود را در ایالات متحده آمریکا گذرانده است. تاکنون سه بار ازدواج کرده و پنج فرزند دارد.
وی به همراه همسر دوم خود به روستایی در اطراف شهر ازمیر به نام شیرینجه رفته و آنجا ساکن می‌شود. در آنجا متوجه معماری ویژه روستا شده بر آن می‌شود تا به بازسازی و مرمت معماری روستا بپردازد، هرچند مرمت‌های او به دلیل عدم کسب جواز به ۱۰ ماه حبس منجر می‌شود. وی فرهنگ لغت مشهور خود را در این مدت به نگارش درآورده است.

## آثار

### فرهنگ لغت نشانیان
فرهنگ ریشه‌شناسی ترکی امروزی ترکیه اثر این زبان‌شناس است. «ریشه‌شناسی واژگان: فرهنگ ریشه‌شناسی ترکی معاصر» (Sözlerin Soyağacı Nişanyan: Çağdaş Türkçenin Etimolojik Sözlüğü)، که در سال ۲۰۰۲ منتشر شد، اولین و تاکنون مهم‌ترین اثر مرجع در حوزه خود است. این فرهنگ را بیشتر با نام عمومی «فرهنگ لغت نشانیان» می‌شناسند. ویرایش پنجم بازبینی‌شده و توسعه‌یافته آن نیز در سال ۲۰۰۸ منتشر شد. نسخه فعلی داده‌های ریشه‌شناسی دقیق را در بیش از ۱۵۰۰۰ کلمه، در بیشتر موارد شامل نقل قول‌های متنی از اولین نمونه‌های تأیید شده، پوشش می‌دهد. فرهنگ لغت علاوه بر اینکه منبعی ضروری برای ترکی است، به دلیل تجزیه و تحلیل بیش از ۵۰۰۰ وام‌واژه عربی و فارسی که در واژگان ترکی معاصر کاربرد دارند، اکنون به عنوان ابزاری ارزشمند برای ریشه‌شناسی واژگان سامی و ایرانی نیز شناخته می‌شود.

### جمهوری اشتباه
«جمهوری اشتباه: ۵۱ پرسش پیرامون آتاترک و کمالیسم» عنوان کتابی است که در سال ۲۰۰۸ منتشر شد و در آن به زوایای مختلف برپا شدن جمهوری ترکیه به رهبری آتاترک پرداخته شده است.

## دیدگاه‌ها

### پیامبر اسلام
وی در واکنش به فیلمی که در آن به محمد توهین شده بود، بنیانگذار اسلام را رهبری عرب خوانده بود که با ادعای ارتباط با خدا به منافع مالی، جنسی و سیاسی رسیده است. وی شوخی کردن با پیامبر اسلام را نفرت‌پراکنی ندانسته و آن را نمونه‌ای ساده از آزادی بیان دانست.

### اذان
وی اذان را نعره‌هایی حیوان‌آسا خوانده، آن را یکی از ترسناک‌ترین بخش‌های زندگی در ترکیه خوانده است.

### آتاترک
وی آتاترک را فردی با میل جنسی بسیار زیاد توصیف کرده، علت تعداد زیاد فرزندخوانده‌های آتاترک را که همگی دختر بوده‌اند، همین میل جنسی بسیار عنوان می‌کند. او همچنین آتاترک را متهم به هم‌خوابگی با کودکان کرده است. او بارها به دلیل این نظرات و اعلام آن‌ها تهدید به قتل شده است.

## نگارخانه

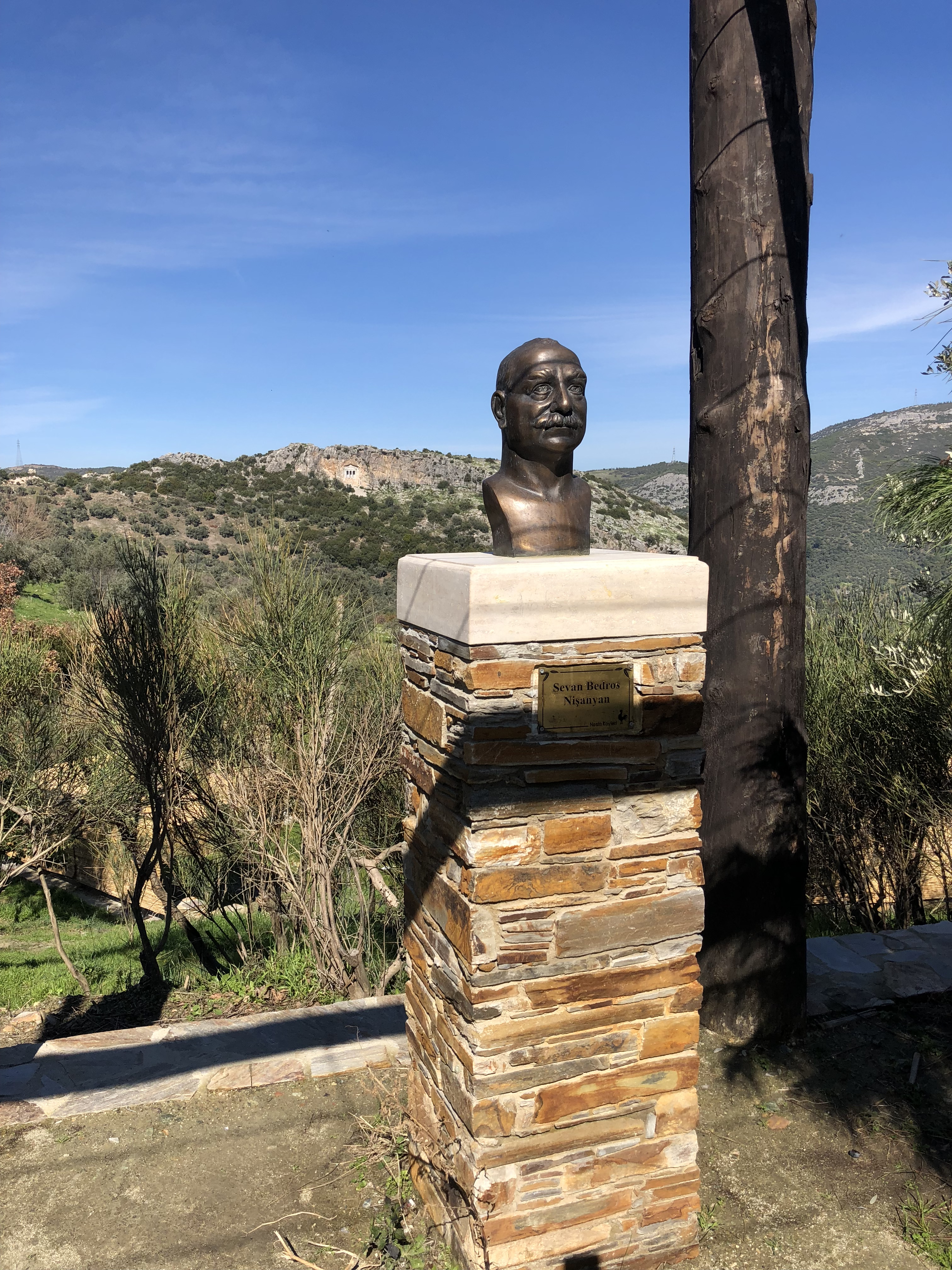
نیم‌تنه سوان نشانیان